# Maciço de Baturité
O Maciço de Baturité é uma formação geológica localizada no sertão central cearense, composta pelos municípios de Baturité, Pacoti, Palmácia, Guaramiranga, Mulungu, Aratuba, Capistrano, Itapiúna, Aracoiaba, Acarape, Redenção, Barreira e Ocara.

## Geologia

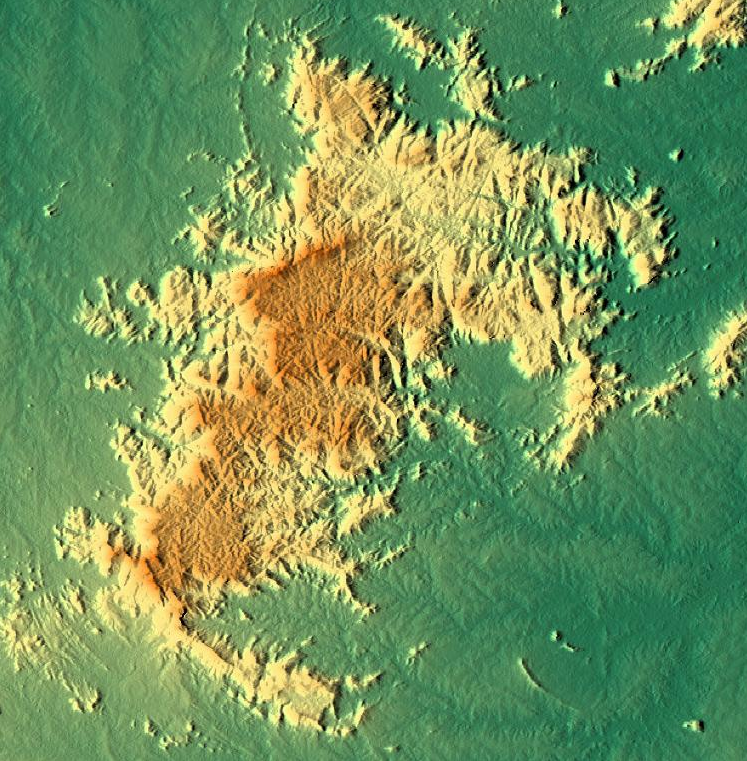
Mapa topográfico do Maciço de Baturité.

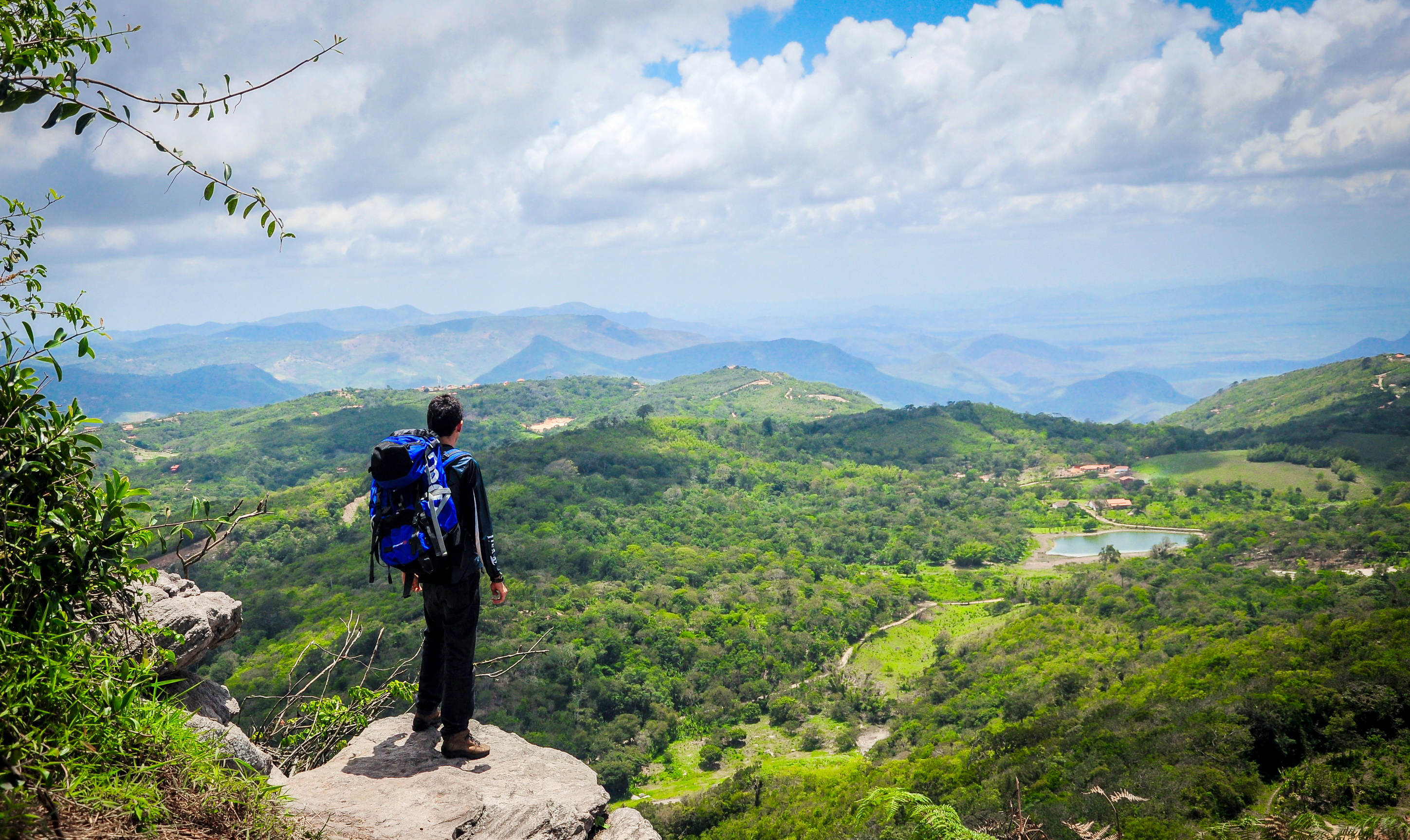
Vista do Pico Alto, o ponto culminante do Maciço

O Maciço de Baturité apresenta um quadro geológico completo, com rochas ígneas, metamórficas, sedimentares e sedimentos.
Está inserido no contexto geológico do Complexo Ceará (idade neoproterozoica), que ocorre em 70% da área do Maciço de Baturité, onde a Unidade Canindé (paragnaisses migmatizados, com lentes de quartzito, mármore, anfibolito, e podem ocorrer formações ferríferas) representa 55% e a Unidade Independência (Paragnaisses e micaxistos aluminosos, quartzitos, mármores, e mais raramente anfibolitos) representa 15%.
As rochas ígneas representam 15% da área do maciço. São granitos, granitoides, e granitos gnaissificados (este exclusivamente na porção Norte do maciço) relacionados à Granitogênese Brasiliana (idade neoproterozoica). Na porção central do maciço ocorre uma suíte diorítica, com gabros e granitoides subordinados.
As rochas sedimentares compõem 15% da área do maciço (idade cenozoica). São, sobretudo, arenitos argilosos, geralmente avermelhados, com cimentação ferruginosa ou, por vezes, silicosa, correspondendo à Formação Barreiras. Com menor frequência ocorrem depósitos aluviais e coberturas de espraiamento aluvial, com areias quartzosas, argilosas, e mais raramente, conglomeráticas.

## Turismo
O turismo na região é muito ativo, e tende a se tornar um polo de desenvolvimento local, visto o grande fluxo de pessoas, principalmente na estação das chuvas.

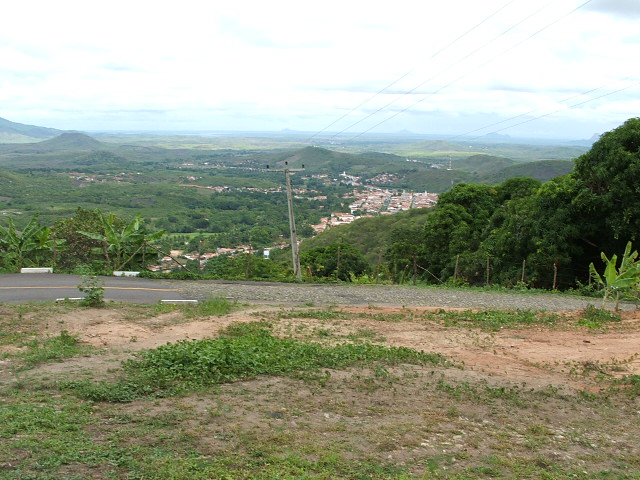
Vista alta da cidade de Baturité
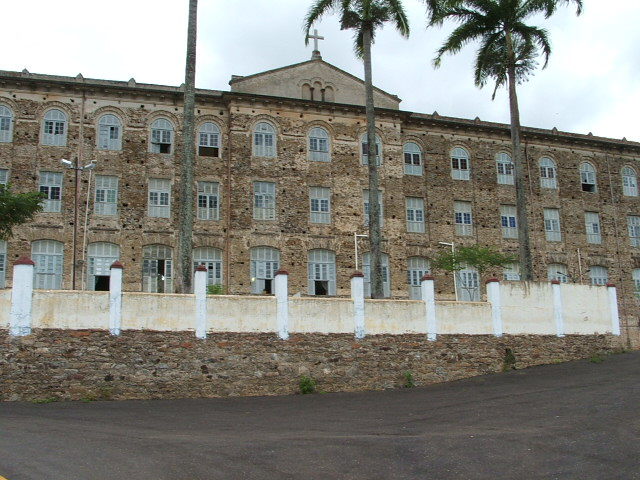
Mosteiro dos  Jesuítas no Maciço de Baturité
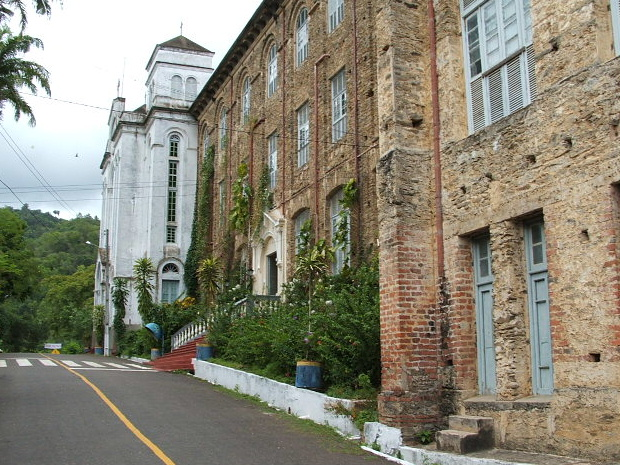
Mosteiro dos Frades Jesuítas no Maciço de Baturité
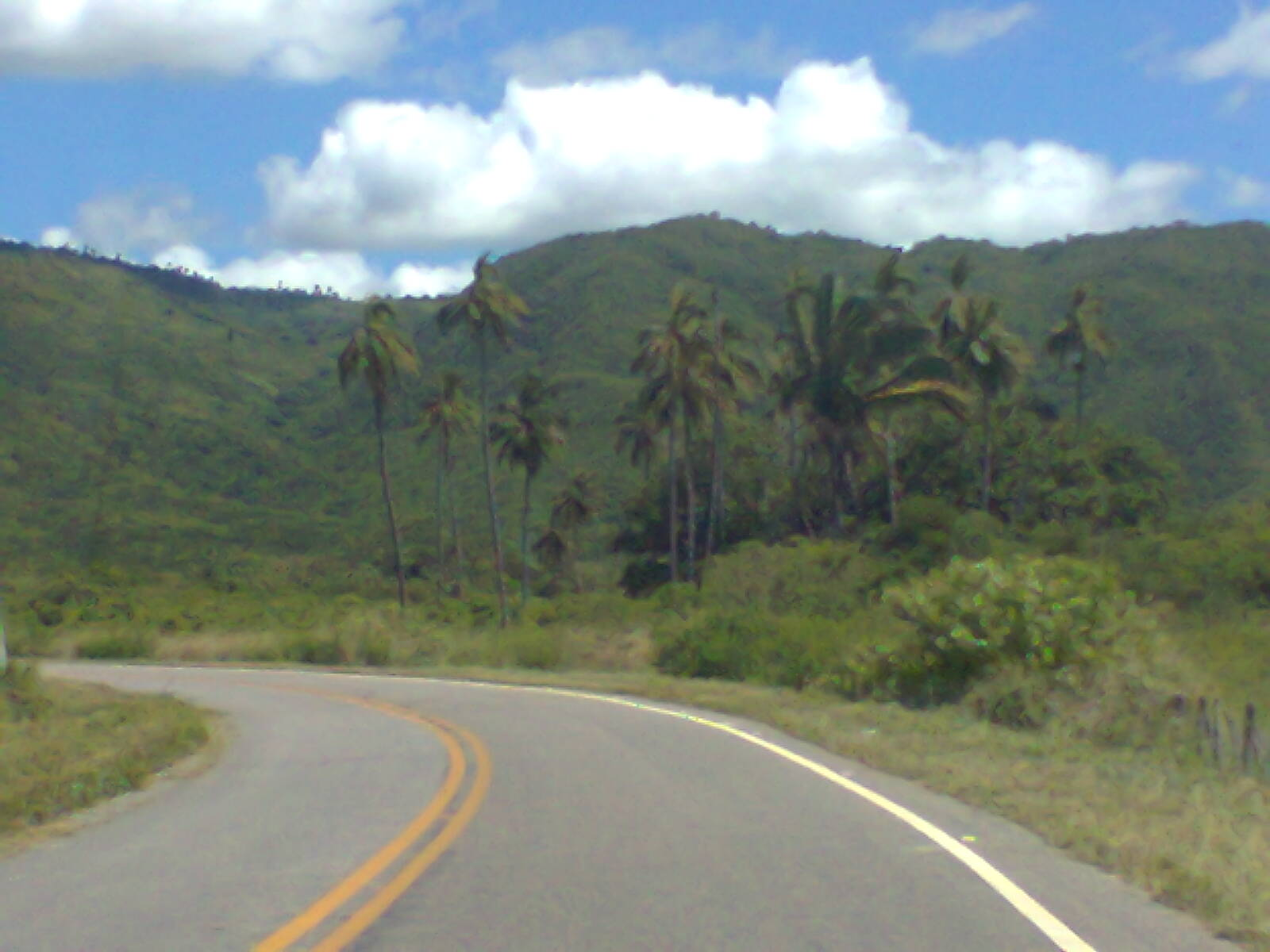
CE-065 em Palmácia
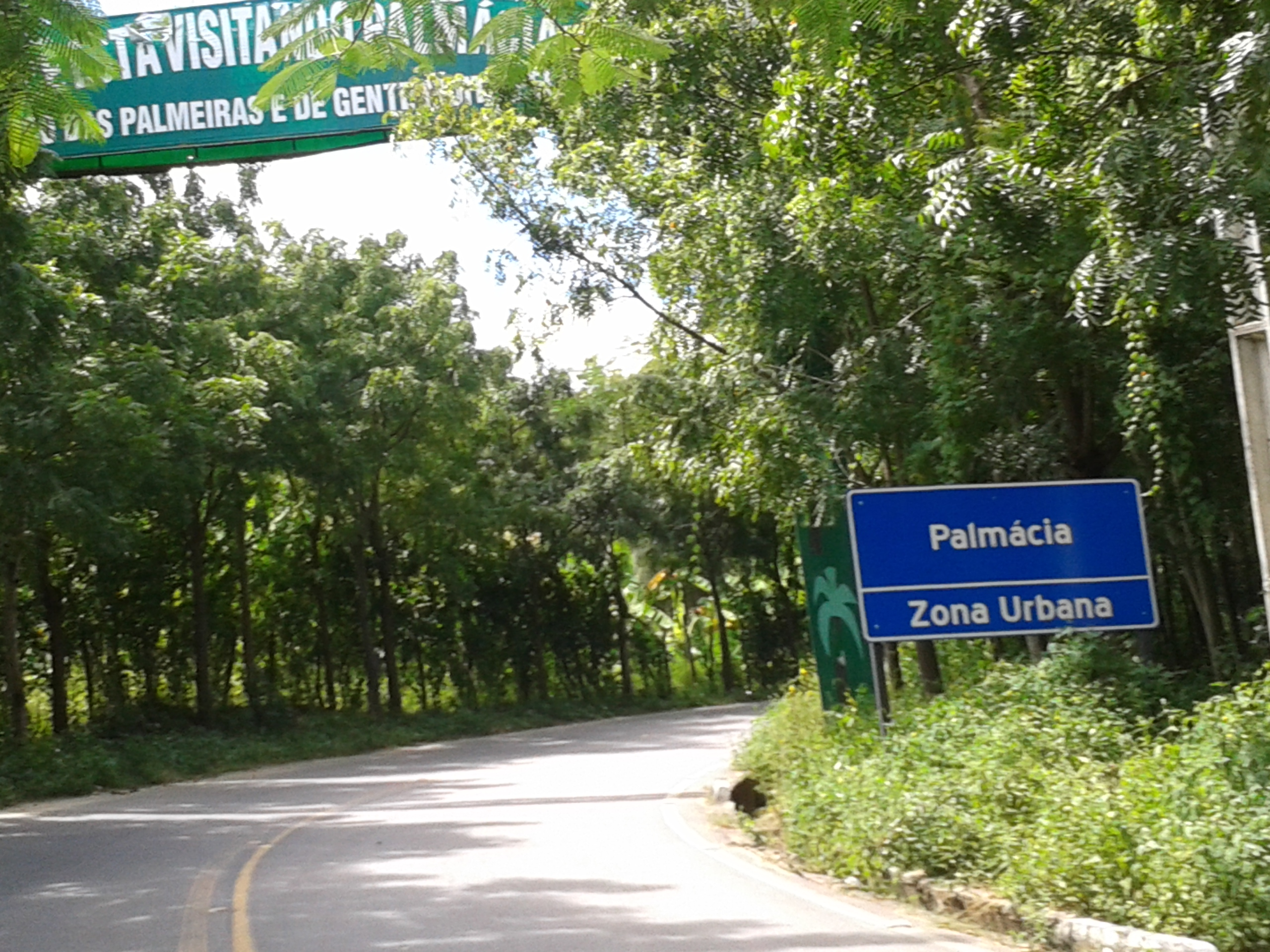
Palmácia

## Área de Proteção Ambiental
A Área de Proteção Ambiental da Serra de Baturité criada pelo Decreto Estadual nº 20.956, de 18 de Setembro de 1990, é uma Unidade de Conservação que abrange parte da Serra de Baturité. Está localizada na mesorregião do Norte Cearense, incluindo áreas dos municípios de Palmácia, Pacoti, Guaramiranga, Mulungu, Baturité, Redenção, Capistrano e Aratuba. A APA da Serra de Baturité é a primeira e mais extensa criada no Ceará.
A Área de Proteção Ambiental da Serra de Baturité foi criada através de decreto pelo então governador cearense Tasso Ribeiro Jereissati, com o objetivo de preservar o ecossistema da região.

### Biodiversidade
- Fauna: bugio, veado-mateiro, preguiça, serelepe (ou caxinguelê), quati, jararaca, coral, suçuarana
- Flora: samambaia-açu ou xaxim, hoje espécie ameaçada devido à exploração desenfreada. Árvore muito antiga, contemporânea dos dinossauros, figueira, que apresenta mais de 5000 espécies em todo o mundo, principalmente em climas tropicais. Devido à força de suas raízes, não aconselha-se plantá-la perto de edificações, com a certeza de trincas e rachaduras nas paredes, jacarandá-paulista, canela-incenso, embaúba, tapiá-mirim (árvore habitante principalmente de morros e montanhas, e sua madeira é muito utilizada na indústria madeireira), pau-jacaré, palmito-doce (ou içara ou palmeira, nativa da Mata Atlântica), açoita-cavalo, pasto-d'anta, cedro-rosa, bambu, araucária, helicônia, jequitibá-branco, vassourão-branco (ou vernonia), philodendros, cabreúva, pata-de-vaca (nome dado devido ao formato de suas folhas, circulares achatado), e bromélias, originária das Américas, de florestas tropicais, apresenta mais de 200 espécies, e o gênero ananas é utilizado para produção de batatas e morangos.

## Região de Planejamento do Ceará
- A Lei Complementar Estadual nº 154, de 20 de outubro de 2015, define a nova composição da região de planejamento do Maciço de Baturité, sendo a regionalização fixada em 13 municípios: Acarape, Aracoiaba, Aratuba, Barreira, Baturité, Capistrano, Guaramiranga, Itapiúna, Mulungu, Ocara, Pacoti, Palmácia e Redenção.[6]
  - Características geoambientais dominantes: Domínios naturais das serras úmidas e secas e dos sertões.
  - Área territorial (km²) -2010: 3.707,30
  - População - (2014): 238.977
  - Densidade demográfica (hab./km²) -2014: 64,46
  - Taxa de urbanização (%) -2010: 48,69
  - PIB (R$ mil) - (2012): 1.111.270,03
  - PIB per capita(R$) - (2012): 4.757,56
  -  % de domicílios com renda mensal per capita inferior a ½ salário mínimo - (2010): 66,24